# Associação Recreativa Cultural e Desportiva da Mendiga
A Associação Recreativa Cultural e Desportiva de Mendiga é um clube multidesportivo sediado em Mendiga, União de Freguesias de Arrimal e Mendiga, em Porto de Mós, Portugal.
As cores do clube são o preto e o branco.
A principal modalidade praticada é o futsal nos escalões de Seniores, Juniores, Juvenis, Iniciados, Infantis e Escolinhas e é praticado no Pavilhão Gimnodesportivo ARCD Mendiga.
Tendo aberto em 2021, a modalidade de Atletismo, nas vertentes de corrida de Estrada e Trail.
Anualmente é realizado o Grande Prémio de Atletismo da Mendiga que recebe participantes de todo o país.

## História
A A.R.C.D. Mendiga foi fundada a 30 de março de 1980.
Teve como precedente, a associação do mesmo nome que havia sido fundada em 1 de agosto de 1975, extinta no inicio de 1978 devido a problemas internos. Teve também como precedente o G.D. Mendiga, um grupo criado por jovens locais para a prática de futebol e que havia iniciado a sua atividade por volta de 1974.

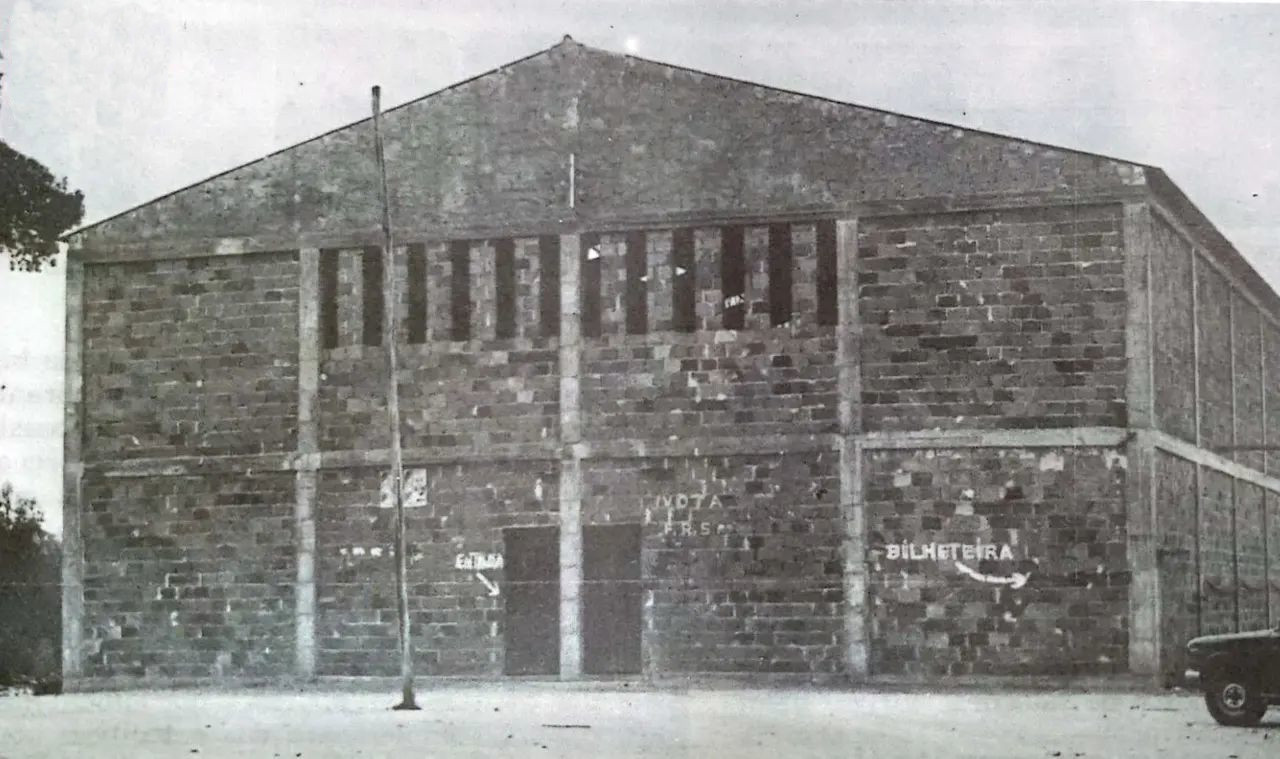
Sede da Associação aquando da sua inauguração

A 30 de março de 1978, alguns sócios da anterior associação, reúnem no antigo lagar de azeite, localizado no centro da localidade, com o objetivo de refundar a associação para que esta possa construir e gerir um pavilhão para uso da população, tendo este pavilhão sido inaugurado a 30 de março de 1980, data que foi então decidida como data de fundação da associação.
Em agosto de 1979, dá-se a inauguração do Campo de Futebol da Mendiga, mais conhecido como Campo das Silveiras, por ser este o nome do local onde se encontra. Também por essa altura, o G.D. Mendiga foi absorvido pela A.R.C.D. tendo todo o seu espólio de troféus e equipamentos sido entregue à associação, sendo deste grupo a origem da adoção dos equipamentos pretos e brancos usados pelas equipas da A.R.C.D.
Praticamente desde a sua fundação possuiu apenas um pavilhão que era utilizado para prática de futsal, organização de bailes e eventos chegando mesmo a receber em 1982 um concerto dos Jafumega.
Em 1987, dá-se também a aprovação dos primeiros estatutos e nomeação dos sócios efetivos existentes como sócios fundadores. Também nesse ano, dá-se a substituição do emblema, numa assembleia geral controversa, que gerou algumas cisões entre os sócios, até então, o emblema utilizado era uma versão modernizada do emblema da associação que havia sido extinta em 1978 e era ainda usada, como data de fundação, a data de 1 de agosto de 1975, foi então, em 1987, alterado o emblema para aquele que é atualmente utilizado, como forma de criar uma cisão com a associação que havia sido extinta e dessa forma, tentar fazer esquecer os problemas que a haviam extinguido, também por essa altura, passou a ser utilizado um emblema diferente do proposto, com 5 pontas em vez das 4 propostas, este emblema seria usado até 2011, altura em que o emblema proposto originalmente em 1987 passou a ser utilizado.
Durante vários anos desde a sua fundação até por volta da década de 90 teve equipas de futebol masculino e feminino, tendo como "casa" o Campo das Silveiras.
Desde 1987 que realiza anualmente e sem qualquer interrupção o Grande Prémio de Atletismo recebendo participante de todo o país.
Desde 2001 que conta com um novo pavilhão gimnodesportivo apenas para a prática de desportos ficando o anterior apenas para eventos como festas de passagem de ano, tasquinhas regionais onde se pode provar o melhor da gastronomia da Mendiga e bailes.
Com a inauguração do novo polidesportivo (na altura descoberto), começa também a prática de futsal federado, tendo participado pela primeira vez em provas oficiais, na I Divisão Distrital de Leiria, na época 2001/2002, tendo nessa mesma época conquistado a subida à Divisão de Honra de Leiria. Com o sucesso da modalidade e em função de trazer melhores condições, o polidesportivo foi coberto em 2003, sendo convertido em pavilhão gimnodesportivo. Na época 2006/2007, vence pela 1ª vez a Divisão de Honra de Leiria com um espetacular registo de 19 vitórias, 2 empates e apenas 1 derrota e 111 golos marcados em 22 jogos.
Com o título distrital, na época 2007/2008, a ARCD Mendiga participou pela 1ª vez em provas nacionais, mais concretamente, na III Divisão de futsal
Também anualmente se realiza as Férias Desportivas para jovens do 6 ao 15 anos.[carece de fontes?]

### Evolução do emblema
Abaixo nota-se a evolução do emblema entre 1975 e 2011. Este teve ainda reformulações em 1980, 1987 e 2011, esta última, essencialmente uma alteração para o emblema que tinha sido proposto originalmente em 1987
| {{{caption}}}                                                          |
| Emblema da A.R.C.D. Mendiga. (1 de agosto de 1975-30 de março de 1980) |

| {{{caption}}}                                           |
| Emblema da A.R.C.D. Mendiga. (30 de março de 1980–1987) |

| {{{caption}}}                            |
| Emblema da A.R.C.D. Mendiga. (1987–2011) |

| {{{caption}}}                            |
| Emblema atual, proposto em 1987. (2011-) |

## Conquistas Desportivas

### Futsal

#### Séniores

##### Distritais
- 3 Campeonatos da Divisão de Honra da AF Leiria (2006/2007; 2014/2015 e 2021/2022);
- 1 Supertaça da AF Leiria (2015/2016);

##### Nacionais
- 1 Campeonato Nacional da 3ª Divisão de Futsal (2012/2013).

#### Juniores/Sub-20

##### Distritais
- 1 Campeonato da 1ª Divisão da AF Leiria (2022/2023)
- 1 Taça Distrito Leiria (2024/2025)[13]

#### Juvenis

##### Distritais
- 1 Torneio de Abertura da 1ª Divisão da AF Leiria (2021/2022)[14]

### Atletismo

#### Séniores

##### Feminino

###### Distritais
- 1 Campeonato Distrital de Rampa da ADAL (2022)[15]